# Síndrome 3-M
El síndrome 3-M (también conocido como síndrome de la cara sombría, displasia dolicoespondilitica, síndrome de Le Merrer o síndrome de Yakut) es una enfermedad rara y hereditaria, caracterizada por un severo retraso del crecimiento , que comienza ya en el útero materno, determinadas facciones y una inteligencia normal. Puede presentar numerosas características adicionales, que se recogerán posteriormente en el apartado de Síntomas.
El nombre de este síndrome (3-M) hace referencia a las iniciales de sus tres descubridores (J.D Miller, V.A McKusick y P. Malvaux). Aunque se desconoce la prevalencia de esta enfermedad, desde el primer caso registrado en 1975, tan solo se han conocido 40 casos de individuos afectados.

## Etiología
A fecha de hoy, se sabe que el síndrome 3-M se encuentra asociado con distintas mutaciones en tres genes concretos: CUL7 , OBSL1 y CCDC8 .
El gen CUL7 se encuentra en el brazo pequeño del cromosoma 6 (6p21.1), y está implicado en la activación de la E3-ubiquitina ligasa, que además de actuar en un proceso de señalización de células dañadas, regula el nivel de proteínas que participan en el crecimiento y división celular. Diversos estudios con ratones demuestran que mutaciones en este gen estaban relacionadas con una reducción en el tamaño placentario.
Por su parte, el gen OBSL1 se encuentra en el cromosoma 2 , en el brazo largo (2q35). Este gen codifica para una proteína adaptadora del citoesqueleto , miembro de la familia de las obscurinas/Unc-89.
El gen CCDC8 se encuentra en el brazo largo del cromosoma 19 (19q13.32). Codifica para una proteína que contiene un dominio de hélice superenrrollada (coiled-coil). 
La proteína actúa como un cofactor necesario para la apoptosis mediada por p53 que se desarrolla tras un daño en el ADN . 
Por otro lado también puede estar involucrada en el crecimiento. Hace esto por medio de interacciones con proteínas adaptadoras del citoesqueleto como son las obscurinas. Se trata de un componente central del complejo 3M. Este complejo es necesario para regular la dinámina de los microtúbulos y la integridad del genoma . No se sabe con certeza cómo dicho complejo regula los microtúbulos pero se sospecha que podría hacerlo controlando el nivel de un estabilizador de microtúbulos.

## Diagnóstico
La enfermedad puede detectarse mediante la secuenciación de los genes implicados, a partir de la cual se pueden analizar las mutaciones que han provocado la enfermedad. En los casos en los que se conocen las mutaciones que originan la enfermedad en la familia se puede realizar el análisis y la búsqueda de dichas mutaciones.
Al tratarse de una enfermedad rara, se conservan muestras de ADN de los pacientes afectados en un banco de ADN, de forma que pueda usarse para su estudio cuando se tenga un mayor conocimiento de la enfermedad en el futuro, a la vez que para la investigación clínica.
Para el diagnóstico prenatal se pueden realizar las siguientes pruebas:
Diagnóstico genético molecular:
Se realiza mediante el análisis de ADN extraído de células fetales. Estas células se obtienen mediante amniocentesis a las 15-18 semanas de gestación. 
También se puede realizar mediante muestras de vellosidades coriónicas (MVC) aproximadamente a las 10-12 semanas de gestación. 
Hay que tener en cuenta que antes de realizar esto se debe saber qué mutaciones causan la enfermedad en este caso, gracias a un análisis en la familia.
Ecografía:
Este síndrome es difícil de diagnosticar mediante las ecografrías que se realizan durante el embarazo. Sin embargo en algunos casos se puede observar el crecimiento más lento de los huesos largos del feto.
Diagnóstico genético preimplantacional (DGP):
En las familias en las que antes del embarazo se han identificado las mutaciones que causan la enfermedad este tipo de diagnóstico puede ser la mejor opción.
Por otro lado, existe una forma de diagnóstico no molecular, basada en la minuciosa observación de los síntomas y anomalías de los pacientes. De forma prenatal, algunos autores han descrito que con ultrasonidos se puede detectar la anomalía en el crecimiento del feto. De forma postnatal, un estudio radiológico puede ser decisivo, ya que se puede detectar diáfisis delgadas, cuerpos vetebrales altos, hiperlordosis, y otros síntomas característicos del síndrome.

## Herencia
El síndrome 3-M se hereda de forma autosómica recesiva. Los individuos portadores (heterocigotos, pero sanos) pueden presentar en algunos casos algunas características asociadas al síndrome (como anormalidades cráneo-faciales o huesos finos).

## Síntomas
Debemos saber que dependiendo del caso se presentan más o menos síntomas, con distinto grado de gravedad. 
Los síntomas son los siguientes:
- Peso y tamaño bajos al nacer. La longitud de los recién nacidos está en torno a los 40 cm.
- Retraso severo en el crecimiento, que comienza de manera prenatal en el útero y continúa después del nacimiento. La estatura que se suele alcanzar en edad adulta no supera los 130 cm.
- Características faciales: cabeza grande con respecto al cuerpo, cara triangular, hipoplasia del tercio medio facial, cejas gruesas, nariz carnosa, surco nasolabial largo, barbilla puntiaguda y labios y boca prominentes.
- Características visibles mediante radiología: huesos largos y muy finos, anomalías en vértebras (se van acortando con el tiempo), cifoescoliosis torácica, espina bífida oculta, huesos pélvicos pequeños y alas ilíacas pequeñas.
- Los hombres con síndrome 3-M presentan disfunción de las gónadas y problemas de fertilidad (altos niveles de FSH, bajo volumen testicular y semen anormal). Se han observado hipospadias. En mujeres, por el contrario, ninguna anomalía ha sido encontrada con respecto a las gónadas.
- Aneurismo intracerebral, anomalías en el tejido conectivo.
- Meñiques pequeños, pies planos y braquidactilia. Talones prominentes.
- Premaxilar prominente, maxilar hipoplásico, paladar estrecho, maloclusión, erupción dental tardía, hipocalcificación.
- Por norma general, la inteligencia de estos pacientes es normal.

## Tratamiento
En la mayoría de los casos, el síndrome se diagnostica nada más nacer (mediante observación clínica, estudios de rayos-X, etc.). 
El tratamiento suele estar enfocado a paliar las anomalías que más podrían afectar al desarrollo psicológico del paciente. Un tratamiento conjunto entre diversos especialistas debe ser la solución, de forma que se arreglen las anomalías dentales mediante uso de ortopédicos y brackets; se intente alargar la longitud de los huesos, mediante las operaciones pertinentes y comunes para dar estatura a personas que padecen enanismo; y con respecto a los problemas en extremidades, se usen aparatos ortopédicos indicados para solucionar afecciones como el pie plano. Por otro lado también se propone el tratamiento con hormona de crecimiento, con el fin de incrementar la altura. Con respecto a los problemas de gónadas en hombres, se recomienda la asistencia en la pubertad a un endocrino, que realice una terapia personalizada para cada caso.